# Семнан
Семна́н (перс. ‎سمنان) — город в северном Иране с населением, оцененным в 119 778 жителей (2005). Административный центр остана Семнан.
Семнан расположен на 1 138 метров выше уровня моря у южного подножия гор Эльбурс. В 70 км от Семнана находится горная цепь Торуд и Чах-е Ширин.
В городе располагается региональный рынок для местных производителей зерна и хлопка.

## История
Производство текстиля и ковров — самые важные отрасли промышленности в истории города. Семнан имеет очень мощное промышленное предприятие в области автомобилестроения (автомобили и велосипеды).
Семнан традиционно был важной остановкой в пути на торговых маршрутах между Тегераном (220 километров) и Мешхедом (685 километров), и сегодня связан с этими двумя городами автомобильными и железными дорогами.

## Язык
В Семнане и его окрестностях говорят на языках семнанской группы, относящихся к западной ветви иранских языков. Семнанские языки — сурхеи, биябунеки, афтари и собственно семнанский.

## Культура
В городе есть университет, основанный в 1974 году.

## Космос
В провинции Семнан расположен космодром Семнан, с которого в 2009 году был запущен первый иранский спутник.